# Udon Thani
Udon Thani (thailändisch อุดรธานี) ist die Hauptstadt des Landkreises (Amphoe) Udon Thani und der Provinz Udon Thani. Die Provinz Udon Thani liegt in der Nordostregion Thailands, dem Isan. Die Stadt hat 130.531 Einwohner (Stand 2019).

## Geographie
Udon Thani liegt etwa 60 Kilometer südlich der laotischen Grenze (Thailändisch-Laotische Freundschaftsbrücke) und 560 km nordöstlich von Bangkok in einer Ebene des Maenam Luang, eines der Zuflüsse des Mekong. Udon Thani ist per Straße und Eisenbahn mit der Hauptstadt Bangkok verbunden und hat einen Flughafen (UTH) für den innerthailändischen Flugverkehr.
Udon Thani gehört zum Isan, dem Nordosten von Thailand.

## Religion
Der Buddhismus ist in Udon Thani vorherrschend. Udon Thani ist Sitz des römisch-katholischen Bistums Udon Thani.

## Wirtschaft und Bedeutung
Udon Thani ist eine bedeutende Handelsstadt, insbesondere im Warenverkehr mit Laos. Die Region ist eine der Reiskammern Thailands.

## Verkehr

### Straßenverkehr
Die Stadt liegt an wichtigen Fernstraßen:
- Thanon Mittraphap
- Asian Highway AH12
- Route 22

### Flughafen
- Flughafen Udon Thani (IATA-Flughafencode: UTH)

### Eisenbahn
Udon Thani besitzt einen Bahnhof an der Bahnstrecke Nakhon Ratchasima–Nong Khai, die einerseits die Verbindung nach Bangkok herstellt und andererseits von Nong Khai über den Mekong bis nach Laos führt.

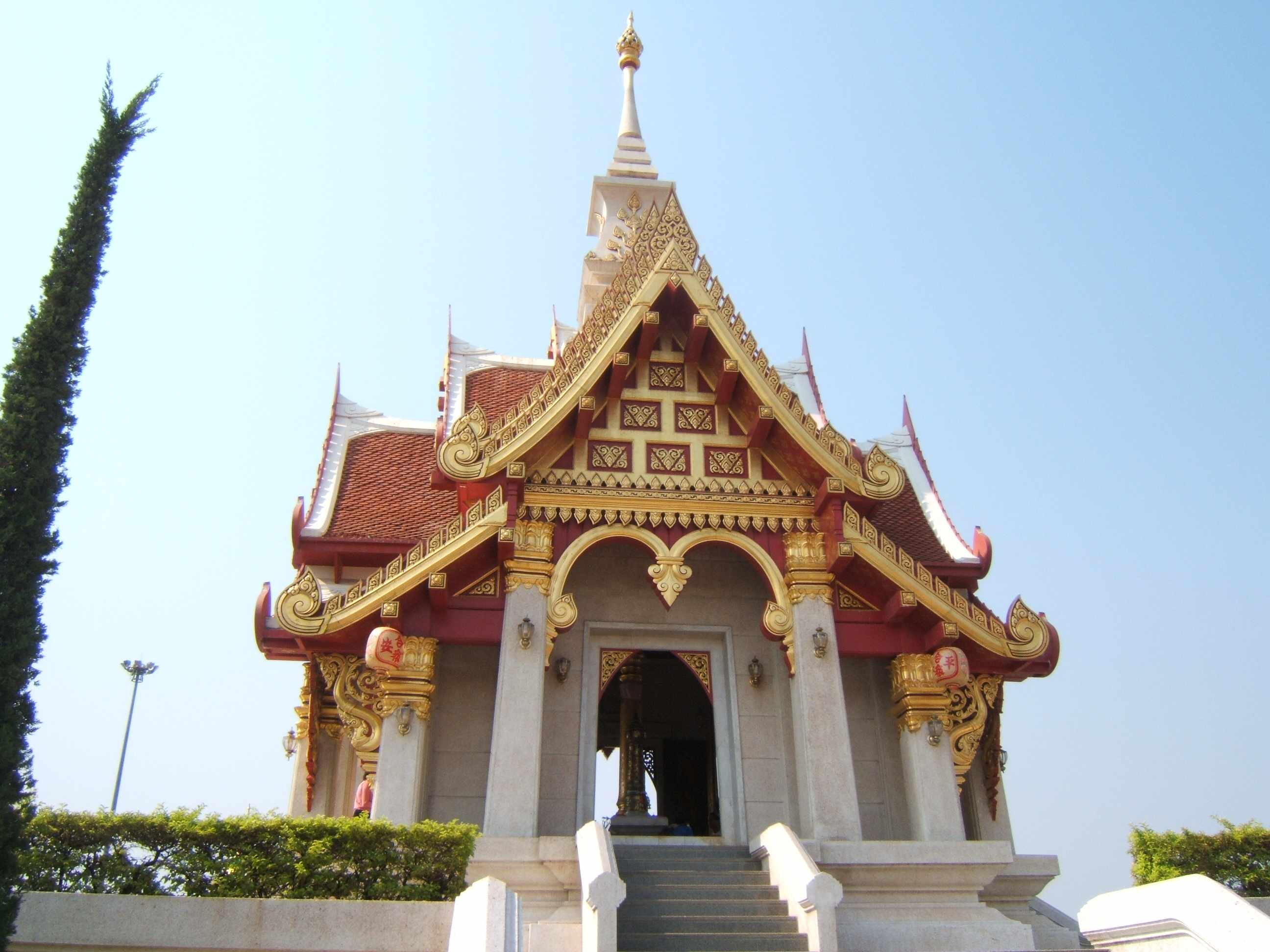
Sao Lak Mueang Gesamtansicht

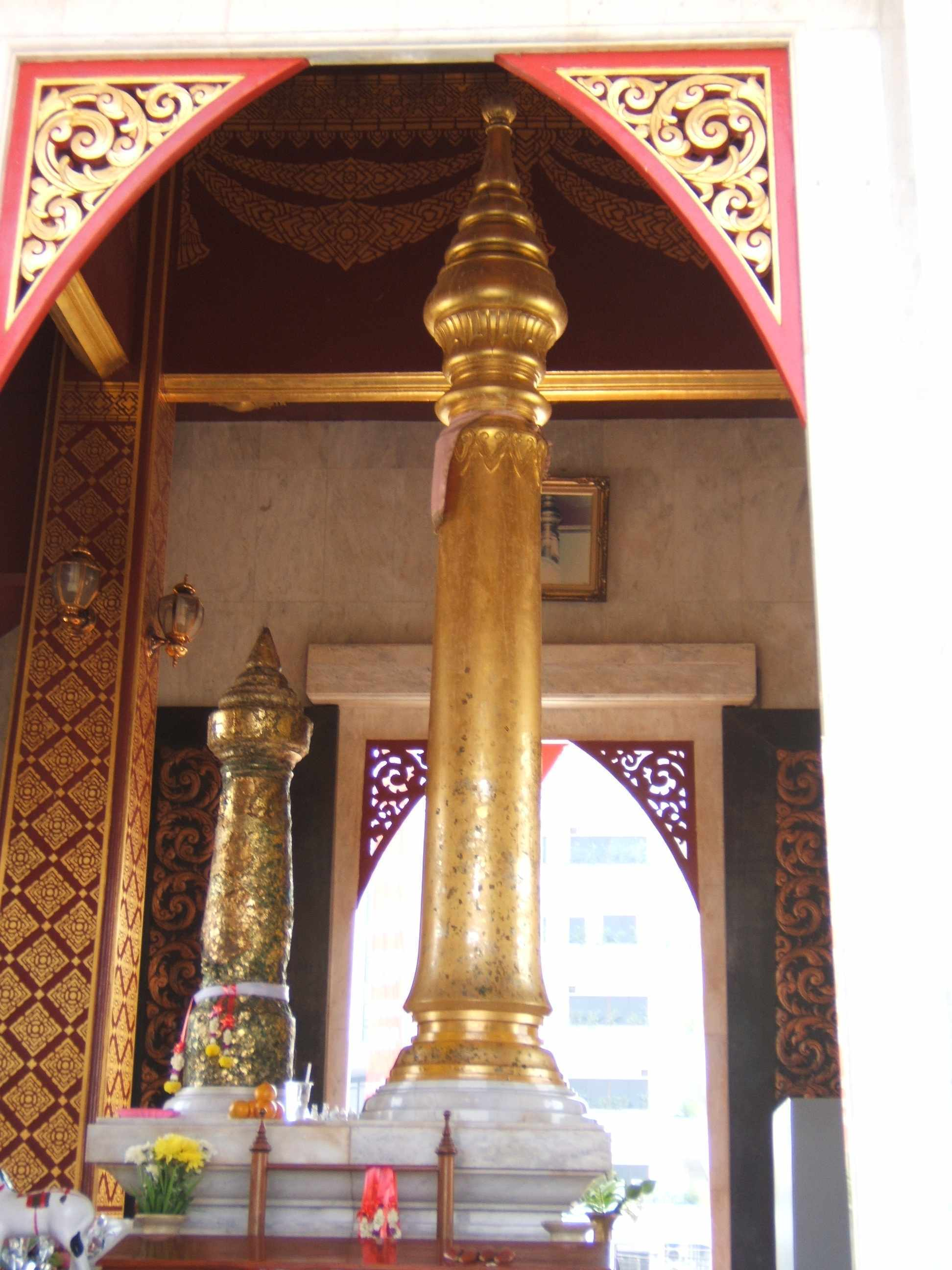
Sao Lak Mueang Detailansicht

## Geschichte
Die Gegend um Udon Thani wurde bereits um 6.000 v. Chr. bewohnt, zahlreiche Spuren lassen sich nachweisen. Die älteste Siedlung Thailands, Ban Chiang, liegt ebenfalls nicht weit entfernt an der Straße nach Sakon Nakhon, etwa 50 Kilometer östlich von Udon Thani.
Lange Zeit wurde dieses Gebiet von Laos (dem Reich Lan Xang) und den Khmer beherrscht (siehe Geschichte Thailands). Zwischenzeitlich hatten es die Birmanen im 18. Jahrhundert nach der Eroberung von Laos (Vientiane) vereinnahmt, ehe König Taksin es 1772 endgültig Thailand zuschlagen konnte.
Die Stadt Udon Thani wurde Ende des 19. Jahrhunderts von Prinz Prajak Sillapakhom, einem Sohn des Königs Mongkut (Rama IV.) gegründet, der dafür von ihren Einwohnern bis heute verehrt wird. Der im Jahre 2016 verstorbene König Bhumibol Adulyadej besaß dort ein Sommerhaus in der Nähe des Sees.
Während des Vietnamkrieges (1967–1975) waren hier zahlreiche US-Soldaten stationiert, insbesondere auf der Airbase, die heute von der Thailändischen Luftwaffe genutzt wird.

## Sehenswürdigkeiten
- Sao Lak Mueang – Weihestätte für die guten Stadtgeister, die Stadt und Bevölkerung schützen sollen; im Gegensatz zu den meisten anderen Weihestätten befinden sich hier zwei Pfeiler
- Buddhistische Tempelanlagen (Wat) – durchweg aus neuerer Zeit, zum Beispiel der Wat Kham Chanot (วัดคำชะโนด) im Amphoe Ban Dung oder der Wat Pa Phu Kon (วัดป่าภูก้อน) im Amphoe Na Yung.
- Marktgeschehen auf dem Wochenendmarkt und auf dem Nachtmarkt
- Nong-Prajak-Park
- Das Museum von Udon Thani – Das Museum informiert in einem 1920 erbauten, ehemaligen Schulhaus auf zwei Etagen über Themen rund um Udon Thani.

## Persönlichkeiten
- Kiatjarern Ruangparn (* 1982), Fußballspieler
- Wirapong Wannasiri (* 1983), Fußballspieler
- Panuwat Failai (* 1986), Fußballspieler
- Koravit Namwiset (* 1986), Fußballspieler
- Pongthep Mulalee (* 1988), Fußballspieler
- Rachanon Kanyathong (* 1992), Fußballspieler
- Apichai Munotsa (* 1992), Fußballspieler
- Sapsiree Taerattanachai (* 1992),  Badmintonspielerin
- Parinya Chuaimaroeng (* 1997), Leichtathletin
- Natthaphon Wisetchat (* 1997), Fußballspieler
- Parichat Charoensuk (* 1998), Sprinterin
- Weerapat Kawewongsa (* 1998), Fußballspieler
- Sumethee Khokpho (* 1998), deutsch-thailändischer Fußballspieler
- Adisak Narattho (* 1998), Fußballspieler
- Kitsarin Chinasri (* 1999), Fußballspieler
- Saranyu Plangwal (* 1999), Fußballspieler
- Jinnawat Rattanapontee (* 2001), Fußballspieler
- Nopphakao Prachobklang (* 2002), Fußballspieler
- Natthapong Yotsungnoen (* 2002), Fußballspieler
- Pitipong Wongbut (* 2005), Fußballspieler

## Klimatabelle
|                       | Jan  | Feb  | Mär  | Apr  | Mai  | Jun  | Jul  | Aug  | Sep  | Okt  | Nov  | Dez  |   |      |
| Mittl. Tagesmax. (°C) | 29,6 | 32,0 | 34,6 | 36,1 | 34,5 | 32,9 | 32,4 | 31,7 | 31,4 | 31,3 | 30,5 | 29,2 | ⌀ | 32,2 |
| Mittl. Tagesmin. (°C) | 14,8 | 17,7 | 21,2 | 23,6 | 24,5 | 24,7 | 24,4 | 24,3 | 23,8 | 22,5 | 19,3 | 15,6 | ⌀ | 21,4 |
|                       |      |      |      |      |      |      |      |      |      |      |      |      |   |      |
| Niederschlag (mm)     | 8    | 21   | 41   | 75   | 219  | 252  | 224  | 293  | 293  | 85   | 8    | 2    | Σ | 1521 |
|                       |      |      |      |      |      |      |      |      |      |      |      |      |   |      |
| Luftfeuchtigkeit (%)  | 70   | 67   | 65   | 67   | 77   | 80   | 81   | 83   | 83   | 78   | 74   | 71   | ⌀ | 74,7 |

| 14,8 |

| 17,7 |

| 21,2 |

| 23,6 |

| 24,5 |

| 24,7 |

| 24,4 |

| 24,3 |

| 23,8 |

| 22,5 |

| 19,3 |

| 15,6 |

| 14,8 |

| 17,7 |

| 21,2 |

| 23,6 |

| 24,5 |

| 24,7 |

| 24,4 |

| 24,3 |

| 23,8 |

| 22,5 |

| 19,3 |

| 15,6 |